# Podotenus tennantensis
Podotenus tennantensis är en skalbaggsart som beskrevs av Zdzisława Stebnicka och Henry Fuller Howden 1995. Podotenus tennantensis ingår i släktet Podotenus och familjen Aphodiidae. Inga underarter finns listade i Catalogue of Life.